# Lactarius russuliformis
Lactarius russuliformis, também escrito L. russulaeformis, é um fungo que pertence ao gênero de cogumelos Lactarius na ordem Russulales. Foi descrito cientificamente pela primeira vez em 1927 por Beeli, recebendo o nome de Omphalia russuliformis. A micologista Annemieke Verbeken, em 1996, transferiu a espécie para o gênero Lacatarius, formando a nomenclatura binominal atual.